# 清宮佑美
清宮 佑美（せいみや ゆうみ、1985年1月24日 - ）は、日本の女性ファッションモデル、タレント。
千葉県佐倉市出身。かつてホリプロに所属していたが、2017年3月31日退社、その後フリーで活動。千葉県立実籾高等学校卒業。
趣味はサーフィン、スノーボード、スケボーなどのスポーツ系が多く、特にサーフィンに至っては得意と自負する。血液型はA型。身長156cm。

## 略歴
高校3年の時、雑誌「Fine」（日之出出版）に読者モデルとして登場。その後同誌の専属モデルとなり、2010年3月1日発売の『Fine』4月号をもって7年務めた『Fine』モデルを卒業。その後も『Fine』誌上で連載を持ったり、イベント「Fine Night」に出演したりしている。
2020年5月13日、自身のインスタグラムで一般人男性と結婚したことを明らかにした。

## 人物
- 高い所やジェットコースターは苦手と言う[8]。
- 同じ事務所で同じ千葉県出身の大島麻衣と仲が良く、プライベートでは大島や磯山さやかと共に「SMY会」として遊びに行ったりする姿が見受けられる[9]。
- 『Fine』モデルの同僚だった西崎彩や杉田裕美とは、「Chicks」というサーフチームを組んでいたことがあり、『Fine』卒業後も何度か旅行に行ったりするなど仲が良い[10]。
- 青木さやかの大ファン。2008年1月28日放送の『美しき青木ド・ナウ』（テレビ朝日）で、青木と共演を果たした[11]。
- 自身のブログによると弟が居る。

## 出演

### テレビ番組
- 細木数子のこれがホントの話よ!春の六星占術祭り（2007年4月16日、テレビ朝日）
- トクメイ希望（2007年、フジテレビ）
- クロノス（第14 - 15回）（2007年8月12日 - 8月19日、フジテレビ）
- グータンヌーボ（2008年1月23日、関西テレビ）
- 旅っきり!〜ふれあい紀行〜（2008年1月27日、関西テレビ）
- 美しき青木・ド・ナウ（2008年1月28日、テレビ朝日）
- むちゃぶり!（2008年2月21日、TBS）
- 爆笑レッドカーペット（2008年12月10日、フジテレビ）
- アッコにおまかせ!『That's宝くじ』（2008年4月 - 2011年3月、TBS） - 生放送終了に放送される峰竜太が司会の宝くじの広報番組。2009年1月から7月まで福井未菜と週替わりでアシスタントを担当していた。
- ホンマでっか!?TV（2010年2月22日、フジテレビ）
- みんなでニホンGO!（2010年4月22日、NHK総合）
- アッコにおまかせ!ジャパネットたかたテレビショッピング（2011年4月 - 2012年3月、TBS）準レギュラー
- ちょいカワ☆ガールズキャンプ（静岡第一テレビ）
- 熱血BO-SO TV（2012年4月7日 - 2020年1月25日、千葉テレビ）レギュラー
- ヒットの秘密（2013年4月 - 2014年9月、テレビ東京）レポーター

### ラジオ
- GROOVE LINE Z（J-WAVE）ラジオゲリラレポーター（水曜日･隔週）
- ナインティナインのオールナイトニッポン（2013年9月19日、ニッポン放送） - 岡村隆史Presents「透明感グランプリ」初代チャンピオンに選ばれる。

### 映画
- 上島ジェーン（2009年） - ミーナ 役
- 上島ジェーンビヨンド（2014年）

### CM
- ぷよぷよ7（セガ）

サッポロビール 極ZERO

### Web
- みゃおちゃんねる!おまけで清宮（仮）（2009年9月1日 - 、ニコニコ動画）